# Jüdischer Friedhof (Datteln)
Der Jüdische Friedhof Datteln befindet sich in Datteln, einer Stadt im Kreis Recklinghausen (Nordrhein-Westfalen). Er liegt in der Düppelstraße, die Einfahrt geht von der Lohstraße ab.
In der Zeit von 1817 bis 1933 diente er als Begräbnisstätte der jüdischen Gemeinde. Er ist 318 m² groß. Es sind lediglich acht Grabsteine mit hebräisch/deutschen Inschriften erhalten geblieben.
Im Jahre 1938 wurde er geschändet. Während der Kriegshandlungen im Zweiten Weltkrieg wurde er zerstört.